# Prachtvliegen

Prachtvlieg in de Iconographia Zoologica

Prachtvliegen (Ulidiidae) zijn een familie uit de orde van de tweevleugeligen (Diptera), onderorde vliegen (Brachycera). Wereldwijd omvat deze familie zo'n 110 genera en 678 soorten.

## In Nederland voorkomende soorten
- Genus: Callopistromyia
  - Callopistromyia annulipes (Pauwvlieg)
- Genus: Cephalia
  - Cephalia rufipes
- Genus: Ceroxys
  - Ceroxys urticae
- Genus: Herina
  - Herina frondescentiae
  - Herina nigrina
  - Herina palustris
- Genus: Homalocephala
  - Homalocephala biumbrata
- Genus: Melieria
  - Melieria cana
  - Melieria crassipennis
  - Melieria omissa
  - Melieria picta
- Genus: Myennis
  - Myennis octopunctata
- Genus: Otites
  - Otites formosa
  - Otites guttata
- Genus: Physiphora
  - Physiphora alceae
- Genus: Seioptera
  - Seioptera vibrans
- Genus: Tetanops
  - Tetanops myopina
  - Tetanops sintenisi